# Lantgreve

Den heraldiska kronan för en lantgreve.

Lantgreve var en furstlig härskartitel inom det forna Tysk-romerska riket.

## Bakgrund
Under medeltiden var lantgreven en greve som, förutom att vara greve inom sitt grevskap intog en hertigs roll inom ett angränsande område. Lantgrevar förekom särskilt i Franken kring övre Rhendalen. Den mest kända lantgreveätten var Ludovingerna i Thüringen 1130-1247, vars värdighet tillföll huset Wettin, men titeln lantgreve och arvegodsen furstehuset Hessen, vilken sedan kom att bära titeln i Hessen-Kassel, Hessen-Darmstadt och Hessen-Homburg.